# Kanzelkogel
Der Kanzelkogel (kurz Kanzel) ist eine ursprünglich 615 m ü. A. hohe Erhebung im Grazer Bergland im österreichischen Bundesland Steiermark. Der seit Jahrzehnten vom Kalkabbau geprägte Berg nahe der Landeshauptstadt Graz ist als Fundort umfassender kupferzeitlicher Siedlungsreste für die Archäologie von überregionaler Bedeutung.

## Lage und Umgebung
Der Kanzelkogel erhebt sich am Südrand der Marktgemeinde Gratkorn linksseitig über dem Mittleren Murtal. Er überragt das Durchbruchstal bei Raach um rund 250 m und liegt nur etwa 300 m von der Grazer Stadtgrenze entfernt. Nördlich wird der Hügel vom Pailgraben begrenzt, nach Osten verläuft ein Kamm über den Kanzelsattel zum Admonter Kogel (566 m) bei St. Veit und nach Norden weiter zur Rannach. Der Kanzelkogel ist Teil des 1981 etablierten Landschaftsschutzgebiets Nördliches und östliches Hügelland von Graz (LSG-30).
Am Südwesthang des Berges liegt das Natura-2000-Gebiet „Flaumeichenwälder im Grazer Bergland“.
Die auf der Niederterrasse am Südfuß gelegene Straße „An der Kanzel“ gehört zum Grazer Stadtbezirk Andritz.

## Geologie und Geomorphologie

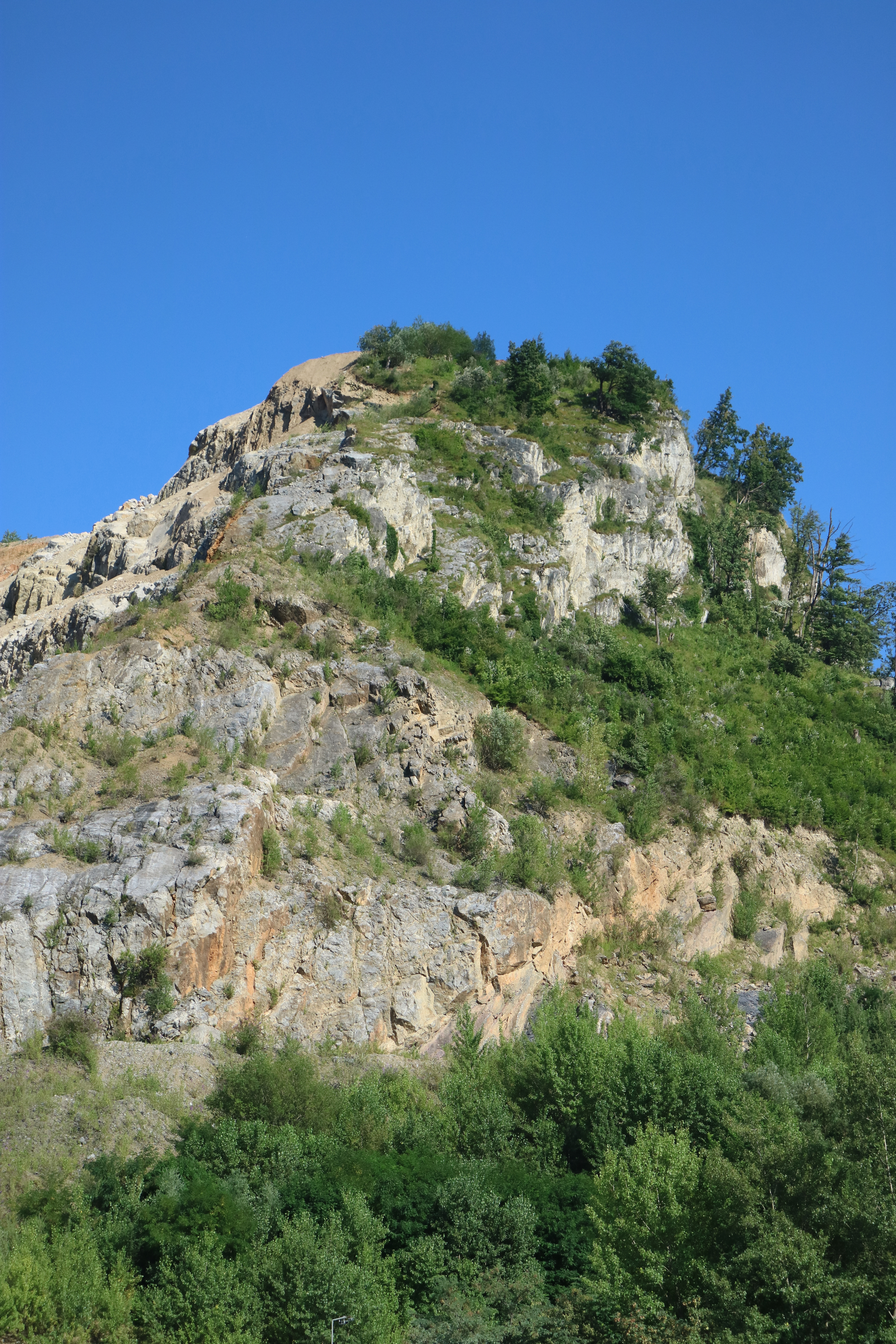
Felsiger Gipfelaufbau mit Kalksteinbruch (links)

Die Kanzel ist namensgebend für einen eigenen Gesteinstypus, der im Grazer Paläozoikum an verschiedenen Stellen auftritt. Der hellgraue bis leicht gelbliche, zum Teil rötlich geflammte Kanzelkalk bildet das Hangende der Barrandei-Schichten und erreicht Mächtigkeiten bis über 100 m. Mikrofaziell besteht das Gestein aus gefleckten Biomikriten, vorwiegend Stachelhäuterresten. Örtlich ist es brekziös ausgebildet und enthält Hornsteinknollen. Die äußerst geringe Fossilführung beschränkt sich vielerorts auf einzelne Vorkommen biothermaler Korallen.
Laut Helmut Flügel handelt es sich bei den meist massig bis dickbankig entwickelten Kanzelkalken möglicherweise um Lagunenbildungen mit einzelnen Riffknospen. Die Kanzel selbst gehört der Rannach-Fazies an und wird neben dem mitteldevonischen Kanzelkalk aus unterdevonischen Dolomitsandsteinen aufgebaut.
Besonders markant zeigt sich die schroff aufragende, felsdurchsetzte Westflanke des Berges, die vom epigenetischen Durchbruch der Mur versteilt wurde. Trotz geologischer Voraussetzung weist die Kanzel nur schwache Verkarstungserscheinungen auf.

## Archäologie
Besondere Bedeutung erlangte der Kanzelkogel als archäologische Fundstätte. 1993 wurden im Bereich der Gipfelkuppe erstmals Silexartefakte und kupferzeitliche Keramikreste geborgen. Funde von Hüttenlehm wiesen auf die Existenz einer urgeschichtlichen Höhensiedlung hin, weshalb das Areal unter Denkmalschutz gestellt wurde.
Nach Abklärung der archäologischen Situation in den Jahren 2006 und 2007 fand von Juli bis Oktober 2010 eine groß angelegte Ausgrabung auf der Kanzel statt, bei der eine Fläche von etwa 1800 m² untersucht wurde. Dabei konnten reichlich bestückte Abfallschichten zu Tage gefördert werden. Das Fundspektrum umfasst Pfeilspitzen, Steinperlen, Stein- und Knochenartefakte, zahlreiche Tierknochen sowie teilweise aufwendig verzierte Keramikfragmente mit vereinzelten Inkrustationsresten. Die ältesten Keramikfunde wurden in die jüngere Lasinja-Kultur (ca. 4000 v. Chr.) datiert, die meisten ließen sich aufgrund charakteristischer Gefäßformen und Furchenstichmuster der Mondseekultur zuordnen. Die Kupfermetallurgie mit Gusslöffeln, Messern, Pfriemen und Hakenspiralen ließ sich bis an die Schwarzmeerküste zurückverfolgen. Arsen-, Silber- und Antimongehalte deuten auf die Verwendung und Verhüttung von Fahlerzen hin. Das Rohmaterial für die Steingeräte, darunter Pfeilspitzen aus hochwertigem Plattensilex, stammt zum Teil aus dem Reiner Becken, Stücke aus rotem Radiolit belegen Wirtschaftskontakte zum Balaton.
Damit konnte nicht nur das umfangreichste und qualitätsvollste kupferzeitliche Fundmaterial der Steiermark, sondern auch der größte Komplex von Kupferartefakten im gesamten Südostalpenraum sichergestellt werden. Die Höhensiedlung ist zeitlich mit jener am Lethkogel bei Stainz vergleichbar. Trotz Bemühungen des Bundesdenkmalamtes, die Siedlungsreste zu erhalten, musste der durch den Kalksteinbruch instabil gewordene Gipfelbereich 2011 zum Schutz der darunter liegenden B 67 abgetragen werden.

## Kalkabbau
Seit Ende des 19. Jahrhunderts wird am Kanzelkogel Gestein für Bruch-, Werk- und Dekorstein entnommen. Das belegen zahlreiche Eingangsstufen, Sockel, Pflaster und Grabplatten im Großraum Graz. Abgebaut werden laut Flügel Kanzelkalk, Steinbergkalk und Gnathoduskalk. Der feinkörnige Kalkstein weist einen hohen Magnesitanteil auf und erreicht eine durchschnittliche Dichte von 2,8 t/m³. Seit 1936 ist die Kanzelsteinbruch Dennig GmbH für den Abbau verantwortlich und gewinnt Material für obere und untere Tragschichten im Straßen- und Wegebau. Daneben werden Zuschlagstoffe für die Heißmischguterzeugung, Sande und Edelsplitte zur Betonerzeugung sowie Gestein für Uferverbauungen, Steinmauern und Böschungssicherungen produziert.
|  |  |  |

In jüngster Zeit sorgt der Kalkabbau vermehrt für Konfliktstoff. Nach Abtragung der Gipfelkuppe wurde der einzige markierte Wanderweg auf den beliebten Aussichtsberg im Juli 2018 vorübergehend gesperrt. Der Österreichische Alpenverein (ÖAV) begründete diesen Schritt mit Sprengungsarbeiten am Betriebsgelände des Steinbruchs, das bis auf wenige Meter an den Weg heranreicht. Kritiker sahen einen Verstoß gegen die Wegefreiheit und machten mit selbstgemalten Schildern darauf aufmerksam.
Durch die Abtragung des Berges verschwand auch das Schneiderloch, eine Höhle von 12 m Länge, 3 bis 4 m Breite und 4 bis 5 m Höhe.
Bewohner des Grazer Stadtteils St. Veit klagen im Zuge des „Schrumpfens“ des Berges zunehmend über Geruchsbelästigungen. Die Luft, die nun fast ungehindert über den Kanzelkogel nach St. Veit strömt, transportiere den Geruch von Asphalt und verbranntem Gummi von der Asphaltmischanlage in das beliebte Wohngebiet. Zwar konnten die – möglicherweise infolge größerer Rodungen – veränderten Strömungsverhältnisse bestätigt werden, technische Überprüfungen des Werks und Emissionsmessungen ergaben jedoch keine Beeinträchtigung der Luftgüte.